# Рекордъ
Премия российской музыкальной индустрии «Рекордъ» — учреждена в 1998 году Коммуникационным холдингом InterMedia при поддержке крупных российских музыкальных компаний с целью содействия развитию легального музыкального бизнеса в России. Последняя десятая торжественная церемония вручения премии российской музыкальной индустрии "Рекордъ-2008" прошла вечером 2 декабря 2008 года в Москве в особняке Смирнова на Тверском бульваре.

## История
О создании премии было объявлено 15 мая 1998 года. Газета «Коммерсантъ» сообщала, что «Информационное агентство „Интермедиа“ при поддержке Министерства культуры РФ, Международной федерации производителей фонограмм (IFPI), Всероссийской государственной телерадиовещательной корпорации (ВГТРК), „Аргументов и фактов“ и „Русского радио“ решило учредить собственную награду — ежегодную премию российской индустрии звукозаписи „Рекордъ-98“. Об этом стало известно вчера». Сразу было заявлено, что награды премии будут вручаться по итогам продаж альбомов и количеству вещаний на радио. В газете писали, что ранее издатели и фирмы успешно скрывали официальные тиражи продаж аудио-продукции, но под эгидой борьбы с пиратством, которую возглавило территориальное отделение IFPI, готовы раскрыть данные о продажах. Первый год премия присуждалась в шести главных номинациях: «Альбом года», «Артист года», «Зарубежный артист года», «Сборник года», «Дебют года», «Радиохит года». Всего было вручено девять наград. Корреспондентам газеты «Коммерсантъ» стали известны легальные тиражи победивших проектов: альбом года «Уходи, горе» группы «Золотое кольцо» был продан тиражом 2 млн, «Иванушки International» — 1,5 млн, «Руки вверх!» — 1 млн, сборник «Союз-21» — 5 млн, «Антология» Иосифа Кобзона — менее 500 тыс., альбом Ultra Depeche Mode — около 10 тыс. экземпляров.

## Ведущие и участники
Утверждал номинации Экспертный совет, в который входили представители российской музыкальной индустрии.
В торжественных церемониях вручения Премии традиционно принимали участие представители деловых и финансовых кругов, медиахолдингов, радиостанций, рекламных агентств, печатных СМИ и телеканалов.
В церемониях вручения премии и её телеверсиях принимали участие Иосиф Кобзон, Алла Пугачева, Лариса Долина, Филипп Киркоров, Любовь Казарновская, Денис Мацуев, Юрий Антонов, Андрей Макаревич, Святослав Бэлза, Алена Свиридова, Жанна Фриске, Сергей Мазаев, Валерия, Леонид Агутин, Анжелика Варум, Алсу, Дима Билан, Владимир Вишневский, Борис Краснов, Анастасия Волочкова, Дмитрий Маликов, Сергей Зверев, группы «Машина времени», «Любэ», «Моральный кодекс», «Воскресение», «Блестящие», «Город 312», «Фабрика», «Банд’Эрос», «Иванушки International», «Уматурман», «А-Студио» и другие.
Ведущими церемоний выступали Иван Ургант, Валдис Пельш, Юлия Рутберг, «Квартет И».

## Номинации

### 1998 год
| Номинация           | Победитель                       | Номинанты | Ссылка |
| ------------------- | -------------------------------- | --------- | ------ |
| Исполнитель года    | «Иванушки»                       | —         | [ 4 ]  |
| Дебют года          | «Руки вверх!»                    | —         | [ 4 ]  |
| Альбом года         | «Уходи, горе» — «Золотое кольцо» | —         | [ 4 ]  |
| Сборник года        | «Союз 21»                        | —         | [ 4 ]  |
| Коллекция года      | собрание записей Иосифа Кобзона  | —         | [ 4 ]  |
| Российский радиохит | «Утекай» — «Мумий Тролль»        | —         | [ 4 ]  |
| Зарубежный радиохит | «Don't Speak» — No Doubt         | —         | [ 4 ]  |
| Зарубежный альбом   | Ultra — Depeche Mode             | —         | [ 4 ]  |

### 1999 год
| Номинация                | Победитель                                         | Номинанты                                                                      | Ссылка |
| ------------------------ | -------------------------------------------------- | ------------------------------------------------------------------------------ | ------ |
| Исполнитель года         | Филипп Киркоров                                    | - «Руки Вверх!»                                                                | [ 5 ]  |
| Дебют года               | «Стрелки идут вперёд» — «Стрелки»                  | - «Солнцеклёш» — «Маша и медведи»                                              | [ 5 ]  |
| Альбом года              | «Потому что нельзя» — «Белый орёл»                 | - «Сделай погромче!» — «Руки вверх!»                                           | [ 5 ]  |
| Зарубежный альбом года   | No Time To Chill — Scooter                         | - Ray of Light — Мадонна                                                       | [ 5 ]  |
| Сборник года             | «Союз-22»                                          | - «Старые песни о главном»                                                     | [ 5 ]  |
| Коллекция года           | «Машина времени»                                   | - «Пикник»                                                                     | [ 5 ]  |
| Классический альбом года | Storm — Ванесса Мэй                                | - The 3 Tenors (Paris 1998) — Хосе Каррерас, Пласидо Доминго, Лучано Паваротти | [ 5 ]  |
| Сингл года               | «You’re My Heart, You’re My Soul» — Modern Talking | - «The Unforgiven» — Metallica                                                 | [ 5 ]  |
| Российский радиохит года | «Тополиный пух» — «Иванушки International»         | - «Крошка моя» — «Руки вверх!»                                                 | [ 5 ]  |
| Зарубежный радиохит года | «My All» — Мэрайя Кэри                             | - «Ray of Light» — Мадонна                                                     | [ 5 ]  |

### 2001 год
| Номинация                | Победитель                               | Номинанты                                                                       | Ссылка      |
| ------------------------ | ---------------------------------------- | ------------------------------------------------------------------------------- | ----------- |
| Исполнитель года         | Земфира                                  | - «Руки вверх!»                                                                 | [ 6 ] [ 7 ] |
| Дебют года               | «Кто? ты» — Децл                         | - «Ты меня не ищи» — «ViRUS!»                                                   | [ 6 ] [ 7 ] |
| Альбом года              | «Прости меня моя любовь» — Земфира       | - «Здравствуй, это я» — «Руки вверх!»                                           | [ 6 ] [ 7 ] |
| Зарубежный альбом года   | Year Of The Dragon — Modern Talking      | - Music — Мадонна                                                               | [ 6 ] [ 7 ] |
| Сборник года             | «Брат-2»                                 | - «XXXL — максимальный размер удовольствия»                                     | [ 6 ] [ 7 ] |
| Классический альбом года | Casta Diva — Монтсеррат Кабалье          | - The Three Tenors Christmas — Хосе Каррерас, Пласидо Доминго, Лучано Паваротти | [ 6 ] [ 7 ] |
| Сингл года               | «Мадам Брошкина» — Алла Пугачёва         | - «Огонь и вода» — Филипп Киркоров                                              | [ 6 ] [ 7 ] |
| Зарубежный сингл года    | «You Are My #1» — Энрике Иглесиас и Алсу | - «Holler» — Spice Girls                                                        | [ 6 ] [ 7 ] |
| Российский радиохит года | «Рига-Москва» — Валерия                  | - «Гибралтар-Лабрадор» — Вячеслав Бутусов                                       | [ 6 ] [ 7 ] |
| Зарубежный радиохит года | «My Father`s Son» — Джо Кокер            | - «Desert Rose» — Стинг                                                         | [ 6 ] [ 7 ] |

### 2002 год
| Номинация                           | Победитель                                               | Номинанты | Ссылка      |
| ----------------------------------- | -------------------------------------------------------- | --- | ----------- |
| Отечественный исполнитель года      | (отменена)                                               | - Алла Пугачёва | [ 8 ] [ 9 ] |
| Международный артист года           | (отменена)                                               | - Modern Talking - Наталия Орейро - Rammstein - Scooter - Бритни Спирс | [ 8 ] [ 9 ] |
| Отечественный дебют года            | «200 по встречной» — t.A.T.u.                            | - «Молодые ветра» — «7Б» - «Total: 1» — Total - «Философия чуда» — Витас - «Любовь без денег» — Игорёк | [ 8 ] [ 9 ] |
| Международный дебют года            | Gorillaz — Gorillaz                                      | - No Angel — Dido - Songs In A Minor — Алиша Киз - Мodjo — Мodjo - Tenacious D — Tenacious D | [ 8 ] [ 9 ] |
| Отечественный альбом года           | «Маньяки» — «Дискотека Авария»                           | - «Глаза цвета неба» — Валерия - «Ах, судьба» — «Золотое кольцо» - «The Best» — Кристина Орбакайте - «Речной трамвайчик» — Алла Пугачёва | [ 8 ] [ 9 ] |
| Зарубежный альбом года              | Mutter — Rammstein                                       | - Escape — Энрике Иглесиас - Gorillaz — Gorillaz - America — Modern Talking - Lovers Rock — Sade | [ 8 ] [ 9 ] |
| Отечественный сборник года          | «XXXL 6»                                                 | - «Горячая десятка-11» - «Лучшие песни Русского радио-5» - «Песни нашего века-1» - «Союз-29» | [ 8 ] [ 9 ] |
| Зарубежный сборник года             | «Eurodance»                                              | — | [ 8 ] [ 9 ] |
| Классический альбом года            | «Бах. Знаменитые органные произведения» — Сергей Цацорин | - The Vivaldi Album — Чечилия Бартоли - Basso profondo — Orthodox Singers - «Вивальди. Знаменитые концерты» — Ансамбль «Загребские солисты», камерный оркестр им. Ф.Листа - «П.И.Чайковский. Щелкунчик» — Хор и оркестр ГАБТ, дир. Г.Рождественский | [ 8 ] [ 9 ] |
| Отечественный сингл года            | «Опера №2» — Витас                                       | - «Моя любовь» — «Би-2» - «Я за тебя умру» — Филипп Киркоров - «Воскрешение мною» — «ППК» - «Я сошла с ума» — t.A.T.u. | [ 8 ] [ 9 ] |
| Зарубежный сингл года               | (отменена)                                               | - «Survivor» — Destiny’s Child - «Thank You» — Дайдо - «It's a Raining Man» — Джери Халлиуэлл - «Can’t Get You Out of My Head» — Кайли Миноуг - «Uptown Girl» — Westlife                                                                            | [ 8 ] [ 9 ] |
| Отечественный радиохит              | «Мое сердце» — «Сплин»                                   | — | [ 8 ] [ 9 ] |
| Зарубежный радиохит                 | «Supreme» — Робби Уильямс                                | — | [ 8 ] [ 9 ] |
| Шансон                              | (отменена)                                               | - «Легенды русского шансона» — Михаил Круг - «Царь-батюшка» — Иван Кучин - «Одинокий волк (Best)» — Александр Розенбаум | [ 8 ] [ 9 ] |
| Детский репертуар                   | «77 Лучших песен для детей-1»                            | - «Н.Носов. Рассказы» - «Классические колыбельные» — Валентини Толкунова, Олег Анофриев, Ирина Сурина | [ 8 ] [ 9 ] |
| Специальная номинация «Мегарекордъ» | Юрий Антонов                                             | — | [ 8 ] [ 9 ] |

### 2003 год
| Номинация                     | Победитель                                                          | Номинанты | Ссылка        |
| ----------------------------- | ------------------------------------------------------------------- | --- | ------------- |
| Дебют года                    | Tonight — Авраам Руссо                                              | - «Первая любовь» — Ариана - «Громче воды, выше травы» — «Каста» - «Старший брат» — «Краски» - «Наше небо» — «Пилот» | [ 10 ] [ 11 ] |
| Альбом года                   | «Давай за…» — «Любэ»                                                | - «Четырнадцать недель тишины» — Земфира - «Ели мясо мужики» — «Король и шут» - «Пираты XXI века» — «Ленинград» - «Не бойся, я с тобой» — Руки Вверх! | [ 10 ] [ 11 ] |
| Зарубежный альбом года        | Laundry Service — Шакира                                            | - The Eminem Show — Эминем - Missundaztood — P!nk - Britney — Бритни Спирс - Let Go — Аврил Лавин | [ 10 ] [ 11 ] |
| Отечественный сборник года    | «XXXL-7 Максимальный»                                               | - «Бомба года-2002» - «Инструментальные хиты, ч. 1» - «Лучшие песни Русского радио-6» - «Союз-31» | [ 10 ] [ 11 ] |
| Зарубежный сборник года       | «Европейская танцевальная двадцатка, ч. 1»                          | - The Best from the West-7 - X-Cellent Latino - Nu Divas - «Евродэнс-5» | [ 10 ] [ 11 ] |
| Классический альбом года      | Ave Maria — «Концертино», камерный ансамбль                         | - «Давид Ойстрах, том 1-5» — Ойстрах Давид - «Псалмы Давидовы» — Хор монахов Валаамского монастыря. Регент—иеромонах Герман Рябцев - «Классические русские романсы» — разные исполнители - «Днесь Земля Русская предстоит Богу» — Хор Свято-Данилова монастыря | [ 10 ] [ 11 ] |
| Зарубежный мюзикл и саундтрек | Notre Dame de Paris                                                 | - 8 Mile - Blade II - Chicago - Matrix | [ 10 ] [ 11 ] |
| Сингл года                    | «Belle (Notre Dame de Paris)» — Петкун В., Голубев А., Макарский А. | - «Belle» — Smash!! - «Х. Х.Х. И.Р. Н.Р.» — «Дискотека Авария» - «Это по любви» — «Мумий Тролль» - «Перезагрузка/Русский транс» — «ППК» | [ 10 ] [ 11 ] |
| Отечественный радиохит        | «За четыре моря» — «Блестящие»                                      | - «А мы любили» — Hi-Fi - «Мой рок-н-ролл» — «Би-2» и Чичерина - «Меткo» — «Гости из будущего» - «Belle» — Петкун В., Голубев А., Макарский А. | [ 10 ] [ 11 ] |
| Зарубежный радиохит           | «Tu Es Foutu» — Ин-Грид                                             | - «Lifelines» — a-ha - «Asereje» — Las Ketchup - «Die Another Day» — Мадонна - «Whenever, Wherever» — Шакира | [ 10 ] [ 11 ] |
| Детский репертуар             | «Еще 77 лучших песен для детей»                                     | - «В.Шаинский. Пусть бегут неуклюже» - «Детские песни, ч. 1» - «Сказки для самых маленьких» - «Сказки перед сном» | [ 10 ] [ 11 ] |

### 2004 год
| Номинация                                       | Победитель                                             | Номинанты                                                                                                | Ссылка        |
| ----------------------------------------------- | ------------------------------------------------------ | --- | ------------- |
| Дебют года                                      | «Глюк’oZa Nostra» — Глюкоза                            | - «На века» — «Корни» - «Девушки фабричные» — «Фабрика»                                                  | [ 12 ] [ 13 ] |
| Альбом года                                     | «Глюк’oZa Nostra» — Глюкоза                            | - «На века» — «Корни» - «Девушки фабричные» — «Фабрика»                                                  | [ 12 ] [ 13 ] |
| Зарубежный альбом года                          | Rendéz-Vous — Ин-Грид                                  | - The Eminem Show — Эминем - Mutter — Rammstein                                                          | [ 12 ] [ 13 ] |
| Альбом года (исполнители из ближнего зарубежья) | «Ха-ра-шо!» — Верка Сердючка                           | - «Пятница» — 5’Nizza - «Стоп! Снято!» — «ВИА Гра»                                                       | [ 12 ] [ 13 ] |
| Отечественный сборник года                      | «Фабрика звезд. Круто ты попал»                        | - «XXXL-9. Максимальный» - «Фабрика звезд-2»                                                             | [ 12 ] [ 13 ] |
| Зарубежный сборник года                         | «Созвездие хитов. Dance Hits, vol. 1»                  | - Dance Cocktail, vol. 2 - X-Cellent Latino                                                              | [ 12 ] [ 13 ] |
| Классический альбом года                        | «77 шедевров классической музыки» — разные исполнители | - «Классическая осень» — разные исполнители - «Н.Паганини. 24 каприса для скрипки соло» — Максим Федотов | [ 12 ] [ 13 ] |
| Саундтрек года                                  | «Бумер» — разные исполнители                           | - «Бригада» — «Триплекс» - «Юнона и Авось» — разные исполнители                                          | [ 12 ] [ 13 ] |
| Отечественный радиохит                          | «Часики» — Валерия                                     | - «Долетай» — Катя Лель - «Новые люди» — «Сплин»                                                         | [ 12 ] [ 13 ] |
| Зарубежный радиохит                             | «In Tango» — Ин-Грид                                   | - «Sorry Seems to Be the Hardest Word» — Элтон Джон и Blue - «Rise And Fall» — Крейг Дейвид              | [ 12 ] [ 13 ] |

### 2005 год
| Номинация                                       | Победитель                                        | Номинанты | Ссылка |
| ----------------------------------------------- | ------------------------------------------------- | --- | ------ |
| Дебют года                                      | «В городе N» — Uma2rmaH                           | - «Новые люди» — «Банда» - «Мой двор: Спортивные частушки» — Серёга                                                                                              | [ 14 ] |
| Альбом года                                     | «Районы-кварталы» — «Звери»                       | - «На берегу неба» — Дима Билан - «В городе N» — Uma2rmaH | [ 14 ] |
| Зарубежный альбом года                          | Hypnotica — Benny Benassi                         | - DiscO-Zone — O-Zone - Reise, Reise — Rammstein | [ 14 ] |
| Альбом года (исполнители из ближнего зарубежья) | «Чита-Дрита» — Верка Сердючка                     | - «Мой двор. Спортивные частушки» — Серёга - «Стоп! Снято! (альбом)\|Стоп! Снято!» — «ВИА Гра»                                                                   | [ 14 ] |
| Отечественный сборник года                      | «Музыка.ru»                                       | - «XXXL-11. Максимальный» - «Фабрика звезд-4» | [ 14 ] |
| Зарубежный сборник года                         | «Созвездие хитов. Dance-хит-2»                    | - Music.com-1 - «Дискотека 80-х» | [ 14 ] |
| Классический альбом года                        | Tribute To Horowitz — Денис Мацуев                | - The Piano Player — Maksim - «Шостакович. Симфонии 5-8, 10-12, 15. Песнь о лесах» — Мравинский Е., Академический симфонический оркестр Ленинградской филармонии | [ 14 ] |
| Саундтрек года                                  | «Бригада. Новая версия-2004» — разные исполнители | - «Бумер+бонус» — разные исполнители - «Юнона и Авось» — разные исполнители                                                                                      | [ 14 ] |
| Отечественный радиохит                          | «Вика» — «Корни»                                  | - «Притяженья больше нет» — «ВИА Гра» и Валерий Меладзе - «Девушка по городу» — «Ю-Питер»                                                                        | [ 14 ] |
| Зарубежный радиохит                             | «This Love» — Maroon 5                            | - «Hit My Heart» — Benny Benassi - «Dragostea din tei» — O-Zone                                                                                                  | [ 14 ] |
| Рингтон года                                    | «Бригада» — Triplex                               | - «Hit My Heart» — Benny Benassi - «Чёрный бумер» — Серёга - «Ночной дозор» — Uma2rmaH                                                                           | [ 14 ] |

### 2006 год
| Номинация                  | Победитель                                  | Номинанты | Ссылка |
| -------------------------- | ------------------------------------------- | --- | ------ |
| Дебют года                 | «Я — робот» — «Катя Чехова»                 | - «Братья Грим» — «Братья Грим» - Don’t Be Fake — Сергей Лазарев - «Одна звезда» — Стас Пьеха - «Высоко» — Юлия Савичева                                                                                            | [ 15 ] |
| Альбом года                | «Вендетта» — Земфира                        | - «А может это сон?…» — Uma2rmaH - «В нашем стиле» — «Фактор-2» - «Мы фальшивые MC» — «Фактор-2» - «Я — робот» — «Катя Чехова»                                                                                      | [ 15 ] |
| Зарубежный альбом года     | Crazy Hits — Crazy Frog                     | - …Phobia — Benassi Bros. - Monkey Business — Black Eyed Peas - Playing the Angel — Depeche Mode - Arash — Араш | [ 15 ] |
| Отечественный сборник года | «XXXL 13 — Максимальный»                    | - «XXXL 14 — Максимальный» - «Музыка ру-5» - «Созвездие хитов. Русская дискотека, Vol. 1» - «Союз-37» | [ 15 ] |
| Зарубежный сборник года    | «Дискотека 80-х, вып. 7»                    | - DJ Benny Benassi. Re-Sfaction, Vol. 2 - Music com 5 - «Инструментальные хиты Радио 7» - «Созвездие хитов. Dance Hits, Vol. 4»                                                                                     | [ 15 ] |
| Классический альбом года   | «Стравинский & Чайковский» — Денис Мацуев   | - Opera prohibita — Чечилия Бартоли - Sempre libera — Анна Нетребко - «Классическая музыка для детей. Волшебная музыка Моцарта» — Борис Соколов - Vivaldi. The Four Seasons — Владимир Спиваков и «Виртуозы Москвы» | [ 15 ] |
| Саундтрек года             | «Бой с тенью» — разные исполнители          | - «9 рота» — разные исполнители - Clone, vol. 1 — разные исполнители - «Солдаты» — разные исполнители - «Турецкий гамбит» — разные исполнители                                                                      | [ 15 ] |
| Отечественный радиохит     | «Если хочешь остаться» — «Дискотека Авария» | - «Улетаю» — «А’Студио» - «Ресницы» — «Братья Грим» - «Ла-ла-ла» — Жанна Фриске - «25-й этаж» — «Корни» | [ 15 ] |
| Зарубежный радиохит        | «First Day» — Тимо Маас и Брайан Молко      | - «The World Is Mine» — Давид Гетта - «Set Me Free» — Ри Гарви и Jam & Spoon - «La Tortura» — Шакира и Алехандро Санс - «Lonely No More» — Роб Томас                                                                | [ 15 ] |
| Отечественный рингтон года | «Ресницы» — «Братья Грим»                   | - «Animals» — X-Mode и DJ Нил - «Красавица» — «Фактор-2» - «Ночной дозор» — Uma2rmaH - «Чёрные глаза» — Айдамир Мугу и Аслан Тлбзу                                                                                  | [ 15 ] |
| Зарубежный рингтон года    | «Axel F» — Харольд Фалтермайер              | - «Boro Boro» — Араш - «First Day» — Тимо Маас и Брайан Молко - «Obsession» — Aventura - «The World Is Mine» — Давид Гетта                                                                                          | [ 15 ] |
| Артист года                | Фактор-2                                    | — | [ 15 ] |

### 2007 год
| Номинация                               | Победитель                                         | Номинанты                                                                                                   | Ссылка        |
| --------------------------------------- | -------------------------------------------------- | --- | ------------- |
| Дебют года                              | «Трудный возраст» — МакSим                         | - «Вне зоны доступа» — «Город 312» - «Преступление» — «Чи-Ли»                                               | [ 16 ] [ 17 ] |
| Альбом артистки                         | «Трудный возраст» — МакSим                         | - «Нежность моя» — Валерия - «Магнит» — Юлия Савичева                                                       | [ 16 ] [ 17 ] |
| Альбом артиста                          | «Время-река» — Дима Билан                          | - XL — Лигалайз - «Следующая остановка» — Сергей Трофимов                                                   | [ 16 ] [ 17 ] |
| Альбом группы                           | «Вне зоны доступа» — «Город 312»                   | - «Моя любовь» — Надежда Кадышева и «Золотое кольцо» - «Преступление» — «Чи-Ли»                             | [ 16 ] [ 17 ] |
| Альбом зарубежного исполнителя          | Loose — Нелли Фуртадо                              | - Confessions on a Dance Floor — Мадонна - FutureSex/LoveSounds — Джастин Тимберлейк                        | [ 16 ] [ 17 ] |
| Отечественный сборник года              | «Созвездие хитов. Русская дискотека. Vol. 3»       | - «ХХХL-15. Максимальный» - «Союз-38»                                                                       | [ 16 ] [ 17 ] |
| Зарубежный сборник года                 | «Дискотека 80-х. Часть 10»                         | - «Танцевальный рай-18» - Music.com—5                                                                       | [ 16 ] [ 17 ] |
| Классический альбом года                | «Великая музыка» — Хор Турецкого                   | - «Вивальди А. Времена года» — Mysterium - «Шостакович Д.Д. Все симфонии» — Кирилл Кондрашин, ГСО МГАФ ФГУП | [ 16 ] [ 17 ] |
| Саундтрек года                          | «Не родись красивой» — разные исполнители          | - «Жара» — разные исполнители - «Питер FM» — разные исполнители                                             | [ 16 ] [ 17 ] |
| Музыкальный DVD                         | «Трудный возраст» — МакSим                         | - «Бриллианты» — «ВИА Гра» - «Кругосветка» — «Сурганова и оркестр»                                          | [ 16 ] [ 17 ] |
| Музыкальный DVD зарубежного исполнителя | Touring the Angel (Live In Milan) — Depeche Mode   | - The Wall — Pink Floyd - Schrei — Live — Tokio Hotel                                                       | [ 16 ] [ 17 ] |
| Медиа-сборник                           | «MTV. 20 самых-самых»                              | - Hits Zone-5 (Love Radio) - «Общий сбор („Европа плюс“)»                                                   | [ 16 ] [ 17 ] |
| Премиум-диск                            | «Танцуйте в ритме Lipton»                          | - «Антология Николая Караченцова» - «Отдохни с Parliament»                                                  | [ 16 ] [ 17 ] |
| Отечественный радиохит                  | «Нежность моя» — Валерия                           | - «Останусь» — «Город 312» - «До скорой встречи» — «Звери»                                                  | [ 16 ] [ 17 ] |
| Зарубежный радиохит                     | «Hips Don't Lie» — Шакира и Уайклеф Джин           | - «Hung Up» — Мадонна - «Tonight» — Reamonn                                                                 | [ 16 ] [ 17 ] |
| Рингтон года                            | «Коламбия Пикчерз не представляет» — «Банд’Эрос»   | - «Если в сердце живёт любовь» — Юлия Савичева - «Сердце-магнит» — Согдиана                                 | [ 16 ] [ 17 ] |
| Рингбэктон года                         | «You're My Heart, You're My Soul» — Modern Talking | - «Взгляни на небо (дыши)» — «Дыши» - «Знаешь ли ты» — МакSим                                               | [ 16 ] [ 17 ] |

### 2008 год
| Номинация                                | Победитель                                                              | Номинанты | Ссылка |
| ---------------------------------------- | ----------------------------------------------------------------------- | --- | ------ |
| Дебют года                               | «До семнадцати и старше» — Настя Задорожная                             | - White — Нино Катамадзе - «Леди дождя» — Александр Панайотов                                                  | [ 18 ] |
| Альбом артистки                          | «Мой рай» — МакSим                                                      | - «К единственному, нежному…» — Любовь Успенская - «Спасибо» — Земфира                                         | [ 18 ] |
| Альбом артиста                           | «Вся жизнь моя — дорога...» — Григорий Лепс                             | - «Следующая остановка» — Сергей Трофимов - «Тебе одной» — Николай Басков                                      | [ 18 ] |
| Альбом группы                            | «Обернись» — «Город 312»                                                | - «Раздвоение личности» — «Сплин» - «Ранетки» — «Ранетки»                                                      | [ 18 ] |
| Альбом зарубежного исполнителя           | FutureSex/LoveSounds — Джастин Тимберлейк                               | - Loose — Нелли Фуртадо - Insomniac — Энрике Иглесиас                                                          | [ 18 ] |
| Отечественный сборник года               | «Союз-41»                                                               | - «ХХХL-17. Максимальный» - «Музыка.ру-9»                                                                      | [ 18 ] |
| Зарубежный сборник года                  | «Танцевальный рай. The Bes»                                             | - «Восточный # 5» - Top Non Stop                                                                               | [ 18 ] |
| Классический альбом года                 | Pavarotti Forever — Лучано Паваротти                                    | - Cello In Classic — Rastrelli Cello Quartet - Classics: The Best Of — Сара Брайтман                           | [ 18 ] |
| Музыкальный DVD                          | «Трудный возраст» — МакSим                                              | - «В центре земли Live» — Григорий Лепс - «Великая музыка» — Хор Турецкого                                     | [ 18 ] |
| Музыкальный DVD зарубежного исполнителя  | Zimmer 483 - Live In Europe — Tokio Hotel                               | - The Videos 1989-2004 — Metallica - The Wall — Pink Floyd                                                     | [ 18 ] |
| Медиа-сборник                            | «MTV. 20 самых-самых»                                                   | - Pop Love Songs - «Лучшие песни Русского радио-16»                                                            | [ 18 ] |
| Отечественный радиохит                   | «Малинки» — «Дискотека Авария» и Жанна Фриске                           | - «Знаешь ли ты» — МакSим - «Солнце» — Елена Терлеева                                                          | [ 18 ] |
| Зарубежный радиохит                      | «Relax, Take It Easy» — Мика                                            | - «Rise Up!» — Ив Ларок - «Umbrella» — Рианна и Jay-Z                                                          | [ 18 ] |
| Рингбэктон (RBT). Российские исполнители | «Zelenoglazoe Taxi (Green Eye Taxi)» — Global Deejays и Михаил Боярский | - «Знаешь ли ты» — МакSим - «Мой рай» — МакSим                                                                 | [ 18 ] |
| Рингбэктон (RBT). Зарубежные исполнители | «Relax, Take It Easy» — Мика                                            | - «Destination Calabria» — Алекс Гаудино и Crystal Waters - «You're My Heart, You're My Soul» — Modern Talking | [ 18 ] |
| Компания десятилетия                     | Sony BMG                                                                | — | [ 18 ] |
| Артист десятилетия                       | Сергей Жуков                                                            | — | [ 18 ] |

## Статистика премии «Рекордъ»
За десять лет существования премии «Рекордъ» чаще других (5 раз) побеждала МакSим, у неё же больше всех номинаций (девять). Ниже представлена сводная статистика номинаций и побед за 1998—2008 годы:
| Количество побед | Количество номинаций | Исполнитель |
| ---------------- | -------------------- | --- |
| 5                | 9                    | МакSим (российские или русскоязычные исполнители) |
| 3                | 7                    | Земфира (российские или русскоязычные исполнители)Modern Talking (зарубежные исполнители) |
| 3                | 5                    | Валерия, «Дискотека Авария» (российские или русскоязычные исполнители) |
| 3                | 3                    | Ин-Грид (зарубежные исполнители) |
| 2                | 4                    | «Город 312» (российские или русскоязычные исполнители) Шакира (зарубежные исполнители) |
| 2                | 2                    | Глюкоза, Верка Сердючка (российские или русскоязычные исполнители) Денис Мацуев (классические или кроссовер-исполнители) Мика (зарубежные исполнители) |
| 1                | 7                    | «Руки вверх!» (российские или русскоязычные исполнители) |
| 1                | 5                    | Алла Пугачёва, Uma2rmaH (российские или русскоязычные исполнители) |
| 1                | 4                    | «Фактор-2», «Корни» (российские или русскоязычные исполнители) Энрике Иглесиас, Rammstein (зарубежные исполнители) |
| 1                | 3                    | Филипп Киркоров, «Братья Грим», «Золотое кольцо», «Сплин», Вячеслав Петкун, Александр Голубев, Антон Макарский (российские или русскоязычные исполнители) Лучано Паваротти (классические или кроссовер-исполнители) Depeche Mode, Benny Benassi (зарубежные исполнители) |
| 1                | 2                    | Децл, Витас, Дима Билан, t.A.T.u., «Мумий Тролль», «Звери», «Катя Чехова», Григорий Лепс, Жанна Фриске (российские или русскоязычные исполнители) Хор Турецкого (классические или кроссовер-исполнители) Scooter, Gorillaz, Джастин Тимберлейк, Tokio Hotel, Тимо Маас, Брайан Молко, Нелли Фуртадо (зарубежные исполнители) |
| 1                | 1                    | Иосиф Кобзон, «Стрелки», «Белый орёл», «Машина времени», «Иванушки International», Алсу, Юрий Антонов, Авраам Руссо, «Любэ», «Блестящие», «Банд’Эрос», Настя Задорожная, Triplex, Михаил Боярский, Сергей Жуков (российские или русскоязычные исполнители) «Концертино» (камерный ансамбль), Монтсеррат Кабалье, Ванесса Мэй (классические или кроссовер-исполнители) No Doubt, Мэрайя Кэри, Джо Кокер, Робби Уильямс, Maroon 5, Crazy Frog, Global Deejays, Харольд Фалтермайер, Уайклеф Джин (зарубежные исполнители) |
| 0                | 6                    | Мадонна (зарубежные исполнители) |
| 0                | 4                    | «Би-2», «ВИА Гра» (российские или русскоязычные исполнители) |
| 0                | 3                    | Серёга, Юлия Савичева (российские или русскоязычные исполнители) |
| 0                | 2                    | Николай Басков, «ППК», «Фабрика», «Чи-Ли», Сергей Трофимов (российские или русскоязычные исполнители) Хосе Каррерас, Пласидо Доминго, Чечилия Бартоли (классические или кроссовер-исполнители) Dido, Metallica, Крейг Дейвид, Эминем, Араш, Pink Floyd , O-Zone (зарубежные исполнители) |
| 0                | 1                    | «Агата Кристи», «Ляпис Трубецкой», «Маша и медведи», Вячеслав Добрынин, «Пикник», «Вопли Видоплясова», Натали, «ViRUS!», Вячеслав Бутусов, Константин Никольский, «7Б», Total, Игорёк, Кристина Орбакайте, Михаил Круг, Иван Кучин, Александр Розенбаум, Валентина Толкунова, Олег Анофриев, Ирина Сурина, Ариана, «Каста», «Краски», «Пилот», «Король и шут», «Ленинград», Smash!!, Hi-Fi, Чичерина, «Гости из будущего», 5’Nizza, Катя Лель, «Банда», Валерий Меладзе, «Ю-Питер», Сергей Лазарев, Стас Пьеха, Борис Соколов «А’Студио», X-Mode, DJ Нил, Айдамир Мугу, Аслан Тлбзу, Лигалайз, Надежда Кадышева, «Сурганова и оркестр», Reamonn, Согдиана, «Дыши», Нино Катамадзе, Александр Панайотов, Любовь Успенская, «Ранетки», Елена Терлеева (российские или русскоязычные исполнители) Михаил Вайман (скрипка), Камерный оркестр п/у Льва Шиндера, Сергей Цацорин, Ансамбль «Загребские солисты», Камерный оркестр им. Ф.Листа, Хор и оркестр ГАБТ (дир. Геннадий Рождественский), Давид Ойстрах, Хор монахов Валаамского монастыря (регент—иеромонах Герман Рябцев), Хор Свято-Данилова монастыря, Максим Федотов, Академический симфонический оркестр Ленинградской филармонии (дир. Евгений Мравинский), Анна Нетребко, Владимир Спиваков, «Виртуозы Москвы», ГСО МГАФ ФГУП (дир. Кирилл Кондрашин), Mysterium, Maksim, Rastrelli Cello Quartet, Сара Брайтман (классические или кроссовер-исполнители) Ace Of Base, Spice Girls, Эрик Клэптон, Мелани Си, Стинг, Orthodox Singers, Наталия Орейро, Бритни Спирс, Алиша Киз, Мodjo, Tenacious D, Sade, Destiny’s Child, Джери Халлиуэлл, Кайли Миноуг, Westlife, P!nk, Аврил Лавин, a-ha, Las Ketchup, Элтон Джон, Blue, Benassi Bros., Black Eyed Peas, Давид Гетта, Ри Гарви, Jam & Spoon, Алехандро Санс, Роб Томас, Aventura, Ив Ларок, Рианна, Jay-Z, Алекс Гаудино, Кристал Уотерс (зарубежные исполнители) |